# Jean Frain du Tremblay
Pour les articles homonymes, voir Frain (homonymie) et Tremblay.
Jean Frain, seigneur du Tremblay, né le 5 mars 1641 à Angers, mort le 23 août 1724, Angers), auteur angevin, est un écrivain français.

## Biographie
Il occupe le poste de conseiller au Présidial d'Angers de 1666 à 1672 et devient membre de l'Académie d'Angers à partir de 1685. Il a produit de nombreux ouvrages.

## Publications
- Nouveaux essais de morale sur le luxe et les modes, l'usage de l'esprit et de la science, la chasteté du style et du langage, l'antipathie et la bizarrerie, les duels, la crainte du tonnerre… Paris : Daniel Hortemels, 1691.
- Conversations morales sur les jeux et les divertissements. Paris Pierre et Imbert Debats 1701.
- Traité des Langues, où l'on donne des Principes et des Règles pour juger du mérite et de l'excellence de chaque Langue, et en particulier de la Langue Françoise. Paris, chez Jean-Baptiste Delespine, 1703. Ouvrage composé pour prendre part au célèbre débat sur les Anciens et les Modernes, qui secouait le monde littéraire depuis le milieu du XVIIe siècle et que l'auteur éclaire ici sous l'angle linguistique, se déclarant plutôt en faveur des Modernes.
- Discours sur l'origine de la poésie, sur son usage et sur le bon goût. 1713.